# アルカディア南部文化館
アルカディア南部総合公園文化館（アルカディアなんぶそうごうこうえんぶんかかん）は、山梨県南巨摩郡南部町にある図書館および美術館。南部町が所有・管理を行っている。

## 概要

### 図書館（1階）
- 蔵書数70,000冊、その他ビデオ・CD等を貸出。
- 貸出料無料。
- 利用時間：午前9時30分-午後5時（火曜日と木曜日は午前9時30分-午後7時）
- 休館日：毎週月曜日、祝日の翌日、月末日（ただし、月末日が土曜日または日曜日の場合は開館）、特別整理期間、その他臨時休館日あり

### 近藤浩一路南部町立美術館（2階）
- 南部町出身の画家である近藤浩一路の水墨画などを展示。
- 観覧料有料。
- 展示室の貸出しも行っている。（有料）

## 歴史
- 1993年 - 完成。

## 交通
- JR身延線内船駅下車、タクシーで約5分